# Laephotis namibensis
Laephotis namibensis es una especie de murciélago de la familia Vespertilionidae.

## Distribución geográfica
Se encuentra en Sudáfrica y Namibia.